# Ndoc Martini
Ndoc Martini właśc. Ndoc Martin Camaj (ur. 14 czerwca 1880 w Szkodrze, zm. 4 grudnia 1916 w Paryżu) – albański malarz, brat malarza Zefa Martiniego.

## Życiorys
Urodził się w Szkodrze, w rodzinie katolickiej. Uczył się początkowo w swoim rodzinnym mieście, pod kierunkiem Kolë Idromeno. Tam też w 1898 po raz pierwszy w miejscowej szkole zaprezentował publicznie swoje obrazy. W 1904 przeniósł się do włoskiej Kalabrii, gdzie uczył się w szkole w San Demetrio Corone, prowadzonej przez Arboreszy. Jedną z sal szkoły zdobiły freski wykonane przez Martiniego. W 1907 przeniósł się do Paryża, gdzie podjął studia w Académie des Beaux-Arts. Z powodów finansowych musiał przerwać naukę. Podjął pracę w Studiu Pensi jako malarz. Od 1913 cierpiał na gruźlicę. Zmarł w sanatorium w Paryżu.
Malował głównie realistyczne portrety (Skanderbeg) i pejzaże, ale część jego twórczości pozostawała pod wpływem francuskiego impresjonizmu.